# Septième district congressionnel du Minnesota
Le 7e district congressionnel du Minnesota couvre la majorité de l'ouest du Minnesota. C'est de loin le plus grand district de l'État et il présente un caractère très rural. À l'exception de quelques comtés du sud du 1er district, le 7e comprend la quasi-totalité de l'ouest du Minnesota. Les villes du district comprennent Moorhead (sa plus grande ville), Fergus Falls, Alexandria et Willmar.
Avec un indice de vote CPVI de R+19, c'est le district le plus Républicain du Minnesota. Le district est actuellement représenté par la Républicaine Michelle Fischbach. Malgré cela, il était représenté par Collin Peterson, membre du DFL, de 1991 à 2021 ; Peterson était considéré comme l'un des démocrates les plus conservateurs de la Chambre.

## Démographie
Selon les outils de profil des électeurs de l'APM Research Lab (présentant l'American Community Survey 2019 du US Census Bureau), le district contenait environ 501 000 électeurs potentiels (citoyens âgés de 18 ans et plus). Parmi eux, 91 % sont blancs et 9 % sont des personnes de couleur. Les immigrants représentent 2 % des électeurs potentiels de la circonscription. Le revenu médian des ménages (comportant un ou plusieurs électeurs potentiels) du district est d'environ 61 000 dollars, tandis que 9 % des ménages vivent en dessous du seuil de pauvreté. En ce qui concerne le niveau d'éducation des électeurs potentiels de la circonscription, 8 % des 25 ans et plus n'ont pas obtenu de diplôme d'études secondaires, tandis que 22 % sont titulaires d'un baccalauréat ou d'un diplôme supérieur.

## Géographie
| #   | Comté           | Siège             | Population |
| --- | --------------- | ----------------- | ---------- |
| 5   | Becker          | Detroit Lakes     | 35 283     |
| 11  | Big Stone       | Ortonville        | 5105       |
| 23  | Chippewa        | Montevideo        | 12 172     |
| 27  | Clay            | Moorhead          | 66 258     |
| 33  | Cottonwood      | Windom            | 11 319     |
| 41  | Douglas         | Alexandria        | 39 953     |
| 51  | Grant           | Elbow Lake        | 6139       |
| 57  | Hubbard         | Park Rapids       | 22 132     |
| 67  | Kandiyohi       | Willmar           | 43 813     |
| 69  | Kittson         | Hallock           | 4060       |
| 73  | Lac qui Parle   | Madison           | 6630       |
| 81  | Lincoln         | Ivanhoe           | 5521       |
| 83  | Lyon            | Marshall          | 25 427     |
| 85  | McLeod          | Glencoe           | 36 785     |
| 89  | Marshall        | Warren            | 8810       |
| 93  | Meeker          | Litchfield        | 23 490     |
| 97  | Morrison        | Little Falls      | 34 250     |
| 101 | Murray          | Slayton           | 8049       |
| 107 | Norman          | Ada               | 6329       |
| 111 | Otter Tail      | Fergus Falls      | 60 626     |
| 113 | Pennington      | Thief River Falls | 13 714     |
| 117 | Pipestone       | Pipestone         | 9245       |
| 119 | Polk            | Crookston         | 30 142     |
| 121 | Pope            | Glenwood          | 11 400     |
| 125 | Red Lake        | Red Lake Falls    | 3911       |
| 127 | Redwood         | Redwood Falls     | 15 288     |
| 129 | Renville        | Olivia            | 14 348     |
| 135 | Roseau          | Roseau            | 15 252     |
| 143 | Sibley          | Gaylord           | 15 084     |
| 145 | Stearns         | St. Cloud         | 160 977    |
| 149 | Stevens         | Morris            | 9728       |
| 151 | Swift           | Benson            | 9719       |
| 153 | Todd            | Long Prairie      | 25 667     |
| 155 | Traverse        | Wheaton           | 3136       |
| 159 | Wadena          | Wadena            | 14 241     |
| 167 | Wilkin          | Breckenridge      | 6306       |
| 173 | Yellow Medicine | Granite Falls     | 9467       |

### Villes et townships de 10 000 habitants ou plus
- Moorhead - 44 861
- Wilmar - 21 282
- Alexandria - 14 943
- Hutchinson - 14 599
- Fergus Falls - 14 187
- Marshall - 13 906
- Detroit Lakes - 10 011

### Villes de 2 500 à 10 000 habitants
- Little Falls - 9140
- East Grand Forks - 8929
- Thief River Falls - 8903
- Crookston - 7323
- Litchfield - 6602
- Glencoe - 5744
- Montevideo - 5300
- Morris - 5206
- Redwood Falls - 5084
- Dilworth - 4771
- Windom - 4742
- Sauk Centre - 4599
- Wadena - 4335
- Park Rapids - 4269
- Le Sueur - 4178
- Cold Spring - 4164
- Pipestone - 4160
- Melrose - 3602
- Perham - 3572
- Benson - 3480
- Breckenridge - 3398
- New London Townships - 3057
- Alexandria Townships - 2964
- Barnesville - 2781
- Albany - 2780
- Wakefield Townships - 2756
- Roseau - 2730
- Granite Falls - 2713
- Brockway Townships - 2702
- Glenwood - 2651
- Pelican Rapids - 2602

## Historique de vote
| Année | Poste     | Résultats              |
| ----- | --------- | ---------------------- |
| 2000  | Président | Bush 54,0 % - 40,0 %   |
| 2004  | Président | Bush 55,0 % - 43,0 %   |
| 2008  | Président | McCain 50,0 % - 47,0 % |
| 2012  | Président | Romney 54,0 % - 44,0 % |
| 2016  | Président | Trump 62,0 % - 31,0 %  |
| 2020  | Président | Trump 63,0 % - 34,0 %  |

## Liste des représentants du district
| Membre                          | Parti             | Années                              | Congrès     | Histoire électorale |
| ------------------------------- | ----------------- | ----------------------------------- | ----------- | --- |
| District établit le 4 mars 1893 |                   |                                     |             | |
| Haldor Boen (en)                | Populiste         | 4 mars 1893 - 3 mars 1895           | 53e         | Élu en 1892. Perds sa réélection. |
| Frank Eddy (en)                 | Républicain       | 4 mars 1895 - 3 mars 1903           | 54e - 57e   | Élu en 1894. Réélu en 1896. Réélu en 1898. Réélu en 1900. Retrait. |
| Andrew Volstead                 | Républicain       | 4 mars 1903 - 3 mars 1923           | 58e - 67e   | Élu en 1902. Réélu en 1904. Réélu en 1906. Réélu en 1908. Réélu en 1910. Réélu en 1912. Réélu en 1914. Réélu en 1916. Réélu en 1918. Réélu en 1920. Perds sa réélection.                                                                            |
| Ole J. Kvale (en)               | Farmer-Labor      | 4 mars 1923 - 11 septembre 1929     | 68e - 71e   | Élu en 1922. Réélu en 1924. Réélu en 1926. Réélu en 1928. Décès. |
| Vacant                          | Vacant            | 11 septembre 1929 - 16 octobre 1929 | 71e         | |
| Paul John Kvale (en)            | Farmer-Labor      | 16 octobre 1929 - 3 mars 1933       | 71e , 72e   | Élu pour terminer le mandat de son père. Réélu en 1930. Redécoupage vers le district at-large. |
| District supprimé               | District supprimé | 4 mars 1933 - 3 janvier 1935        | 73e         | Représentants élus at-large. |
| Paul John Kvale (en)            | Farmer-Labor      | 3 janvier 1935 - 3 janvier 1939     | 74e , 75e   | Redécoupage depuis le district at-large et réélu en 1934. Réélu en 1936. Perds sa réélection. |
| Herman Carl Andersen (en)       | Républicain       | 3 janvier 1939 - 3 janvier 1963     | 76e , 87e   | Élu en 1938. Réélu en 1940. Réélu en 1942. Réélu en 1944. Réélu en 1946. Réélu en 1948. Réélu en 1950. Réélu en 1952. Réélu en 1954. Réélu en 1956. Réélu en 1958. Réélu en 1960. Perds sa renomination dans un redécoupage.                        |
| Odin Langen                     | Républicain       | 3 janvier 1963 - 3 janvier 1971     | 88e - 91e   | Redécoupage depuis le 9e district et réélu en 1962. Réélu en 1964. Réélu en 1966. Réélu en 1968. Perds sa réélection. |
| Robert Bergland                 | Démocrate (DFL)   | 3 janvier 1971 - 22 janvier 1977    | 92e - 95e   | Élu en 1970. Réélu en 1972. Réélu en 1974. Démissionne pour devenir Secrétaire à L'Agriculture. |
| Vacant                          | Vacant            | 22 janvier 1977 - 22 février 1977   | 95e         | |
| Arlan Stangeland (en)           | Républicain       | 22 février 1977 - 3 janvier 1991    | 95e - 101e  | Élu pour terminer le mandat de Bergland. Réélu en 1978. Réélu en 1980. Réélu en 1982. Réélu en 1984. Réélu en 1986. Réélu en 1988. Perds sa réélection.                                                                                             |
| Collin Peterson                 | Démocrate (DFL)   | 3 janvier 1991 - 3 janvier 2021     | 102e - 116e | Élu en 1990. Réélu en 1992. Réélu en 1994. Réélu en 1996. Réélu en 1998. Réélu en 2000. Réélu en 2002. Réélu en 2004. Réélu en 2006. Réélu en 2008. Réélu en 2010. Réélu en 2012. Réélu en 2014. Réélu en 2016. Réélu en 2018. Perds sa réélection. |
| Michelle Fischbach              | Républicain       | 3 janvier 2021 - Présent            | 117e , 118e | Élu en 2020. Réélu en 2022. |

## Résultats des récentes élections
Voici les résultats des dix précédents cycles électoraux dans le district.

## Frontières historiques du district

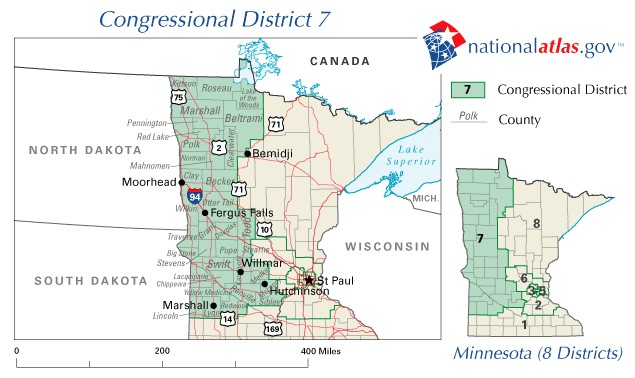
2003 - 2013

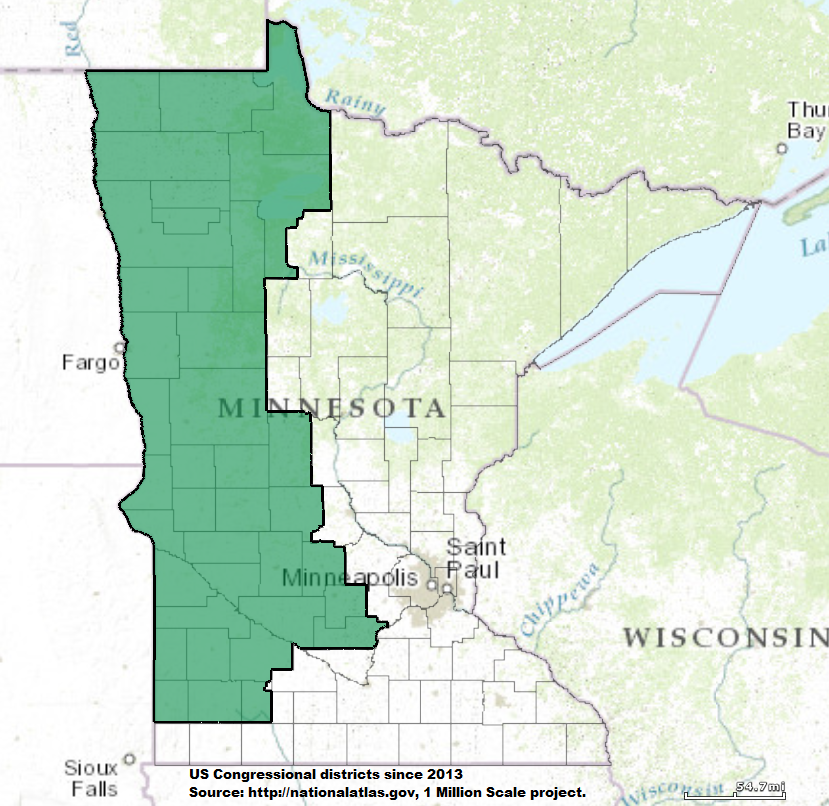
2013 - 2023

### 2004
| Élection de 2004 du 7e district congressionnel du Minnesota | Élection de 2004 du 7e district congressionnel du Minnesota | Élection de 2004 du 7e district congressionnel du Minnesota | Élection de 2004 du 7e district congressionnel du Minnesota | Élection de 2004 du 7e district congressionnel du Minnesota |
| ----------------------------------------------------------- | ----------------------------------------------------------- | ----------------------------------------------------------- | ----------------------------------------------------------- | ----------------------------------------------------------- |
| Parti                                                       | Parti                                                       | Candidat                                                    | Votes                                                       | %                                                           |
|                                                             | Démocrate (DFL)                                             | Collin Peterson (sortant)                                   | 207 628                                                     | 66,07                                                       |
|                                                             | Républicain                                                 | David Sturrock                                              | 106 349                                                     | 33,84                                                       |
| Total des votes                                             | Total des votes                                             | Total des votes                                             | 313 977                                                     | 100%                                                        |
|                                                             | Les Démocrate (DFL) conservent                              |                                                             |                                                             |                                                             |

### 2006
| Élection de 2006 du 7e district congressionnel du Minnesota | Élection de 2006 du 7e district congressionnel du Minnesota | Élection de 2006 du 7e district congressionnel du Minnesota | Élection de 2006 du 7e district congressionnel du Minnesota | Élection de 2006 du 7e district congressionnel du Minnesota |
| ----------------------------------------------------------- | ----------------------------------------------------------- | ----------------------------------------------------------- | ----------------------------------------------------------- | ----------------------------------------------------------- |
| Parti                                                       | Parti                                                       | Candidat                                                    | Votes                                                       | %                                                           |
|                                                             | Démocrate (DFL)                                             | Collin Peterson (sortant)                                   | 179 164                                                     | 70,0                                                        |
|                                                             | Républicain                                                 | Michael Barrett                                             | 74 557                                                      | 29,0                                                        |
|                                                             | Constitution                                                | Ken Lucier                                                  | 3303                                                        | 1,0                                                         |
| Total des votes                                             | Total des votes                                             | Total des votes                                             | 257 024                                                     | 100%                                                        |
|                                                             | Les Démocrate (DFL) conservent                              |                                                             |                                                             |                                                             |

### 2008
| Élection de 2008 du 7e district congressionnel du Minnesota | Élection de 2008 du 7e district congressionnel du Minnesota | Élection de 2008 du 7e district congressionnel du Minnesota | Élection de 2008 du 7e district congressionnel du Minnesota | Élection de 2008 du 7e district congressionnel du Minnesota |
| ----------------------------------------------------------- | ----------------------------------------------------------- | ----------------------------------------------------------- | ----------------------------------------------------------- | ----------------------------------------------------------- |
| Parti                                                       | Parti                                                       | Candidat                                                    | Votes                                                       | %                                                           |
|                                                             | Démocrate (DFL)                                             | Collin Peterson (sortant)                                   | 227 180                                                     | 72,20                                                       |
|                                                             | Républicain                                                 | Glen Menze                                                  | 87 062                                                      | 27,67                                                       |
|                                                             | No Party                                                    | Autres                                                      | 431                                                         | 0,14                                                        |
| Total des votes                                             | Total des votes                                             | Total des votes                                             | 314 673                                                     | 100%                                                        |
|                                                             | Les Démocrate (DFL) conservent                              |                                                             |                                                             |                                                             |

### 2010
| Élection de 2010 du 7e district congressionnel du Minnesota | Élection de 2010 du 7e district congressionnel du Minnesota | Élection de 2010 du 7e district congressionnel du Minnesota | Élection de 2010 du 7e district congressionnel du Minnesota | Élection de 2010 du 7e district congressionnel du Minnesota |
| ----------------------------------------------------------- | ----------------------------------------------------------- | ----------------------------------------------------------- | ----------------------------------------------------------- | ----------------------------------------------------------- |
| Parti                                                       | Parti                                                       | Candidat                                                    | Votes                                                       | %                                                           |
|                                                             | Démocrate (DFL)                                             | Collin Peterson (sortant)                                   | 159 479                                                     | 52.5                                                        |
|                                                             | Républicain                                                 | Lee Byberg                                                  | 90 650                                                      | 37.6                                                        |
|                                                             | No Party                                                    | Autres                                                      | 17 155                                                      | 7.2                                                         |
| Total des votes                                             | Total des votes                                             | Total des votes                                             | 267 284                                                     | 100%                                                        |
|                                                             | Les Démocrate (DFL) conservent                              |                                                             |                                                             |                                                             |

### 2012
| Élection de 2012 du 7e district congressionnel du Minnesota | Élection de 2012 du 7e district congressionnel du Minnesota | Élection de 2012 du 7e district congressionnel du Minnesota | Élection de 2012 du 7e district congressionnel du Minnesota | Élection de 2012 du 7e district congressionnel du Minnesota |
| ----------------------------------------------------------- | ----------------------------------------------------------- | ----------------------------------------------------------- | ----------------------------------------------------------- | ----------------------------------------------------------- |
| Parti                                                       | Parti                                                       | Candidat                                                    | Votes                                                       | %                                                           |
|                                                             | Démocrate (DFL)                                             | Collin Peterson (sortant)                                   | 197 791                                                     | 60,4                                                        |
|                                                             | Républicain                                                 | Lee Byberg                                                  | 114 151                                                     | 34,8                                                        |
|                                                             | No Party                                                    | Autres                                                      | /                                                           | 4,7                                                         |
| Total des votes                                             | Total des votes                                             | Total des votes                                             | 311 942 +                                                   | 100%                                                        |
|                                                             | Les Démocrate (DFL) conservent                              |                                                             |                                                             |                                                             |

### 2014
| Élection de 2014 du 7e district congressionnel du Minnesota | Élection de 2014 du 7e district congressionnel du Minnesota | Élection de 2014 du 7e district congressionnel du Minnesota | Élection de 2014 du 7e district congressionnel du Minnesota | Élection de 2014 du 7e district congressionnel du Minnesota |
| ----------------------------------------------------------- | ----------------------------------------------------------- | ----------------------------------------------------------- | ----------------------------------------------------------- | ----------------------------------------------------------- |
| Parti                                                       | Parti                                                       | Candidat                                                    | Votes                                                       | %                                                           |
|                                                             | Démocrate (DFL)                                             | Collin Peterson (sortant)                                   | 130 546                                                     | 54,2                                                        |
|                                                             | Républicain                                                 | Torrey Westrom                                              | 109 955                                                     | 45,7                                                        |
|                                                             | No Party                                                    | Autres                                                      | 334                                                         | 0,1                                                         |
| Total des votes                                             | Total des votes                                             | Total des votes                                             | 240 835                                                     | 100%                                                        |
|                                                             | Les Démocrate (DFL) conservent                              |                                                             |                                                             |                                                             |

### 2016
| Élection de 2016 du 7e district congressionnel du Minnesota | Élection de 2016 du 7e district congressionnel du Minnesota | Élection de 2016 du 7e district congressionnel du Minnesota | Élection de 2016 du 7e district congressionnel du Minnesota | Élection de 2016 du 7e district congressionnel du Minnesota |
| ----------------------------------------------------------- | ----------------------------------------------------------- | ----------------------------------------------------------- | ----------------------------------------------------------- | ----------------------------------------------------------- |
| Parti                                                       | Parti                                                       | Candidat                                                    | Votes                                                       | %                                                           |
|                                                             | Démocrate (DFL)                                             | Collin Peterson (sortant)                                   | 173 589                                                     | 52,5                                                        |
|                                                             | Républicain                                                 | Dave Hughes                                                 | 156 952                                                     | 47,4                                                        |
|                                                             | No Party                                                    | Autres                                                      | 307                                                         | 0,1                                                         |
| Total des votes                                             | Total des votes                                             | Total des votes                                             | 330 848                                                     | 100%                                                        |
|                                                             | Les Démocrate (DFL) conservent                              |                                                             |                                                             |                                                             |

### 2018
| Élection de 2018 du 7e district congressionnel du Minnesota | Élection de 2018 du 7e district congressionnel du Minnesota | Élection de 2018 du 7e district congressionnel du Minnesota | Élection de 2018 du 7e district congressionnel du Minnesota | Élection de 2018 du 7e district congressionnel du Minnesota |
| ----------------------------------------------------------- | ----------------------------------------------------------- | ----------------------------------------------------------- | ----------------------------------------------------------- | ----------------------------------------------------------- |
| Parti                                                       | Parti                                                       | Candidat                                                    | Votes                                                       | %                                                           |
|                                                             | Démocrate (DFL)                                             | Collin Peterson (sortant)                                   | 146 672                                                     | 52,1                                                        |
|                                                             | Républicain                                                 | Dave Hughes                                                 | 134 668                                                     | 47,9                                                        |
|                                                             | No Party                                                    | Autres                                                      | 168                                                         | <0,1                                                        |
| Total des votes                                             | Total des votes                                             | Total des votes                                             | 281 508                                                     | 100%                                                        |
|                                                             | Les Démocrate (DFL) conservent                              |                                                             |                                                             |                                                             |

### 2020
| Élection de 2020 du 7e district congressionnel du Minnesota | Élection de 2020 du 7e district congressionnel du Minnesota | Élection de 2020 du 7e district congressionnel du Minnesota | Élection de 2020 du 7e district congressionnel du Minnesota | Élection de 2020 du 7e district congressionnel du Minnesota |
| ----------------------------------------------------------- | ----------------------------------------------------------- | ----------------------------------------------------------- | ----------------------------------------------------------- | ----------------------------------------------------------- |
| Parti                                                       | Parti                                                       | Candidat                                                    | Votes                                                       | %                                                           |
|                                                             | Républicain                                                 | Michelle Fishbach                                           | 194 066                                                     | 53,4                                                        |
|                                                             | Démocrate (DFL)                                             | Collin Peterson (sortant)                                   | 144 840                                                     | 39,8                                                        |
|                                                             | Legal Marijuana Now (en)                                    | Slater Johnon                                               | 17 710                                                      | 4,9                                                         |
|                                                             | Grassroots—LC (en)                                          | Rae Hart Anderson                                           | 6499                                                        | 1,8                                                         |
|                                                             | Write-In                                                    | Write-In                                                    | 362                                                         | 0,1                                                         |
| Total des votes                                             | Total des votes                                             | Total des votes                                             | 363 477                                                     | 100%                                                        |
|                                                             | Les Républicains prennent aux Démocrate (DFL)               |                                                             |                                                             |                                                             |

### 2022
| Primaire Républicaine de 2022 du 7e district congressionnel du Minnesota | Primaire Républicaine de 2022 du 7e district congressionnel du Minnesota | Primaire Républicaine de 2022 du 7e district congressionnel du Minnesota | Primaire Républicaine de 2022 du 7e district congressionnel du Minnesota | Primaire Républicaine de 2022 du 7e district congressionnel du Minnesota |
| ------------------------------------------------------------------------ | ------------------------------------------------------------------------ | ------------------------------------------------------------------------ | ------------------------------------------------------------------------ | ------------------------------------------------------------------------ |
| Parti                                                                    | Parti                                                                    | Candidat                                                                 | Votes                                                                    | %                                                                        |
|                                                                          | Républicain                                                              | Michelle Fishbach (sortante)                                             | 59 429                                                                   | 100%                                                                     |

| Primaire Démocrate-DFL de 2022 du 7e district congressionnel du Minnesota | Primaire Démocrate-DFL de 2022 du 7e district congressionnel du Minnesota | Primaire Démocrate-DFL de 2022 du 7e district congressionnel du Minnesota | Primaire Démocrate-DFL de 2022 du 7e district congressionnel du Minnesota | Primaire Démocrate-DFL de 2022 du 7e district congressionnel du Minnesota |
| ------------------------------------------------------------------------- | ------------------------------------------------------------------------- | ------------------------------------------------------------------------- | ------------------------------------------------------------------------- | ------------------------------------------------------------------------- |
| Parti                                                                     | Parti                                                                     | Candidat                                                                  | Votes                                                                     | %                                                                         |
|                                                                           | Démocrate (DFL)                                                           | Jill Abahsain                                                             | 14 352                                                                    | 59,0                                                                      |
|                                                                           | Démocrate (DFL)                                                           | Alycia Gruenhagen                                                         | 9972                                                                      | 41,0                                                                      |

| Élection de 2022 du 7e district congressionnel du Minnesota | Élection de 2022 du 7e district congressionnel du Minnesota | Élection de 2022 du 7e district congressionnel du Minnesota | Élection de 2022 du 7e district congressionnel du Minnesota | Élection de 2022 du 7e district congressionnel du Minnesota |
| ----------------------------------------------------------- | ----------------------------------------------------------- | ----------------------------------------------------------- | ----------------------------------------------------------- | ----------------------------------------------------------- |
| Parti                                                       | Parti                                                       | Candidat                                                    | Votes                                                       | %                                                           |
|                                                             | Républicain                                                 | Michelle Fishbach (sortante)                                | 204 766                                                     | 66,9                                                        |
|                                                             | Démocrate (DFL)                                             | Jill Abahsain                                               | 84 455                                                      | 27,6                                                        |
|                                                             | Legal Marijuana Now (en)                                    | Travis Johnson                                              | 16 421                                                      | 5,4                                                         |
|                                                             | Write-In                                                    | Write-In                                                    | 224                                                         | 0,1                                                         |
| Total des votes                                             | Total des votes                                             | Total des votes                                             | 305 866                                                     | 100%                                                        |
|                                                             | Les Républicains conservent                                 |                                                             |                                                             |                                                             |

### 2024
| Primaire Républicaine de 2024 du 7e district congressionnel du Minnesota | Primaire Républicaine de 2024 du 7e district congressionnel du Minnesota | Primaire Républicaine de 2024 du 7e district congressionnel du Minnesota | Primaire Républicaine de 2024 du 7e district congressionnel du Minnesota | Primaire Républicaine de 2024 du 7e district congressionnel du Minnesota |
| ------------------------------------------------------------------------ | ------------------------------------------------------------------------ | ------------------------------------------------------------------------ | ------------------------------------------------------------------------ | ------------------------------------------------------------------------ |
| Parti                                                                    | Parti                                                                    | Candidat                                                                 | Votes                                                                    | %                                                                        |
|                                                                          | Républicain                                                              | Michelle Fishbach (sortante)                                             | 30 458                                                                   | 64,7                                                                     |
|                                                                          | Républicain                                                              | Steve Boyd                                                               | 16 645                                                                   | 35,3                                                                     |

| Primaire Démocrate-DFL de 2024 du 7e district congressionnel du Minnesota | Primaire Démocrate-DFL de 2024 du 7e district congressionnel du Minnesota | Primaire Démocrate-DFL de 2024 du 7e district congressionnel du Minnesota | Primaire Démocrate-DFL de 2024 du 7e district congressionnel du Minnesota | Primaire Démocrate-DFL de 2024 du 7e district congressionnel du Minnesota |
| ------------------------------------------------------------------------- | ------------------------------------------------------------------------- | ------------------------------------------------------------------------- | ------------------------------------------------------------------------- | ------------------------------------------------------------------------- |
| Parti                                                                     | Parti                                                                     | Candidat                                                                  | Votes                                                                     | %                                                                         |
|                                                                           | Démocrate (DFL)                                                           | A. John Peters                                                            | 16 828                                                                    | 100%                                                                      |

| Élection de 2024 du 7e district congressionnel du Minnesota | Élection de 2024 du 7e district congressionnel du Minnesota | Élection de 2024 du 7e district congressionnel du Minnesota | Élection de 2024 du 7e district congressionnel du Minnesota | Élection de 2024 du 7e district congressionnel du Minnesota |
| ----------------------------------------------------------- | ----------------------------------------------------------- | ----------------------------------------------------------- | ----------------------------------------------------------- | ----------------------------------------------------------- |
| Parti                                                       | Parti                                                       | Candidat                                                    | Votes                                                       | %                                                           |
|                                                             | Républicain                                                 | Michelle Fishbach (sortante)                                | 275 098                                                     | 70,4                                                        |
|                                                             | Démocrate (DFL)                                             | Jill Abahsain                                               | 114 979                                                     | 29,4                                                        |
|                                                             | Write-In                                                    | Write-In                                                    | 433                                                         | 0,1                                                         |
| Total des votes                                             | Total des votes                                             | Total des votes                                             | 390 510                                                     | 100%                                                        |
|                                                             | Les Républicains conservent                                 |                                                             |                                                             |                                                             |